# Phật giáo ở Trung Quốc
Phật giáo tại Trung Quốc (tiếng Anh: Buddhism in China) chỉ lịch sử phát triển và ảnh hưởng của Phật giáo tại Trung Quốc. Ngày nay, Phật giáo là tôn giáo được thể chế hóa lớn nhất ở Cộng hòa Nhân dân Trung Hoa, ước tính có khoảng 185 đến 250 triệu tín đồ, bao gồm cả 3 truyền thống Phật giáo lớn là Phật giáo Bắc truyền (có số lượng tín đồ lớn nhất, phân bố ở hầu hết lãnh thổ), Phật giáo Nam truyền (chủ yếu ở Vân Nam) và Phật giáo Mật truyền (chủ yếu ở Tây Tạng).